# صالة الأسد الرياضية
صالة الأسد الرياضية هي ثاني أكبر صالة رياضية داخلية في حلب، سوريا. تتسع الصالة لـ3،500 متفرج لاستضافة مباريات كرة السلة وكرة اليد وكرة الطائرة. تقع صالة الأسد الرياضية في منطقة الجميلية الوسطى في حلب. الصالة هي بيت منتظم لمسابقات كرة السلة المحلية.

## التاريخ
تم إطلاق بناء الصالة في عام 1968. غير أن العملية تأخرت عدة مرات بسبب عدم الاستقرار السياسي وحرب أكتوبر مع إسرائيل. وأخيرا في عام 1978 تم الانتهاء من البناء وفتح الصالة لاستضافة مباريات الدوري السوري لكرة السلة.
طوال تاريخها، كانت الصالة بيت منتظم للحفلات الموسيقية. وقد قام العديد من المغنيين السوريين والعرب البارزين بتقديم فقرات في القاعة، بما في ذلك صباح فخري، وميادة الحناوي، وشادي جميل، وشهد برمدا، وإليسا، ومارسيل خليفة، وغيرهم. كما قام المطربون الأرمن في الشتات هاروت بامبوكجيان وكارنيغ سركيسيان بتقديم أغاني في الصالة.
صالة الأسد الرياضية مملوكة لحكومة سوريا. وتديرها مديرية حلب التابعة لوزارة التربية.